# Palazzo Malatestiano
Il Palazzo Malatestiano è uno storico edificio sede della signoria dei Malatesta a Fano. Si trova nel centro della città, affacciato su Piazza XX settembre, accanto al Palazzo della Ragione, nel raccordo tra le vie Galeotto, Montevecchio e Nolfi. È di stile rinascimentale ma ciò che è possibile ammirare oggi è anche frutto di modifiche e interventi architettonici avvenuti nell'arco di sei secoli. 

## Storia

### Costruzione (dal 1357 al 1463)
Il dominio malatestiano a Fano ebbe inizio con Galeotto I Malatesta che divenne formalmente signore di Fano con il titolo di Vicario Apostolico nel 1357. La loro signoria durò più di cent’anni, durante i quali la città conobbe un grande sviluppo.
Galeotto I, volendo una residenza ufficiale per controllare la città, si fece costruire le cosiddette "antiche case malatestiane". L’ubicazione originaria del Palazzo Malatestiano era unicamente su Piazza Maggiore (oggi Piazza XX Settembre), accanto al Palazzo della Ragione (o Palazzo del Podestà), zona centrale di Fano; si presume che l'area fosse già occupata in epoca romana e nell'Alto Medioevo da edifici pubblici. Oggi in questa antica parte del palazzo si trova la direzione della Fondazione Cassa di Risparmio di Fano.
Nel 1385 divenne signore di Fano Pandolfo III Malatesta che, non accontentandosi della residenza paterna, la ampliò sul fronte occidentale con un'architettura tardo-gotica. I lavori per la cosiddetta “Casa nuova del signore” iniziarono nel 1413 e si conclusero nel 1421 quando Pandolfo III vi si stabilì definitivamente con la sua corte, facendo di Fano una città attiva dal punto di vista artistico e culturale.
Intorno al 1440 il figlio di Pandolfo, Sigismondo Malatesta, apportò al palazzo delle modifiche affiancato dall'architetto fanese Matteo Nuti.
Il Palazzo Malatestiano rimase la residenza dei Malatesta fino al crollo della signoria (avvenuta nel 1463) quando la città di Fano passò nelle mani del Duca di Urbino Federico da Montefeltro.
Secondo la tradizione all’interno del Palazzo Malatestiano sarebbe nato Galeazzo Maria Sforza nel 1444 e Cesare Borgia avrebbe qui stabilito la sede del commissariato del Ducato di Romagna.

### Sede del Comune di Fano (dal 1463 al 1874)

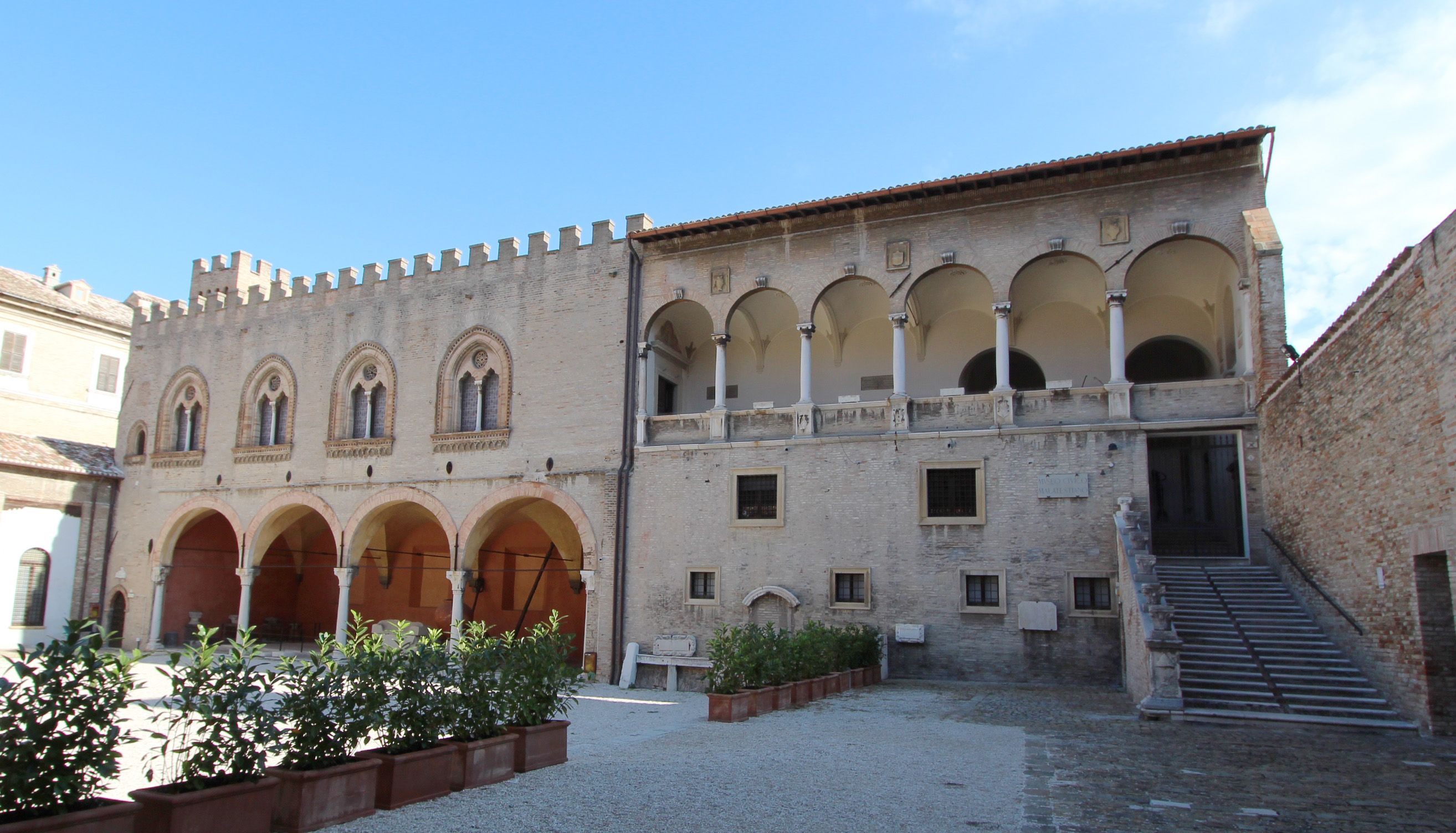
Corte interna con loggia trecentesca al pianterreno, loggia cinquecentesca al primo piano e rampa di accesso.

Rifiutandosi di sottostare al Ducato di Urbino la città di Fano ottenne dalla Chiesa il riconoscimento di comune: il Palazzo Malatestiano con i suoi fasti barocchi (di cui oggi non rimane traccia) divenne così il simbolo della “libertas ecclesiastica”, celebrata con l’Arco Borgia-Cybo.
In età comunale il piano nobile del Palazzo venne convertito a sede del Comune con l'insediamento di un Governatore pontificio; la Sala Grande (dove oggi si trova la pinacoteca) divenne il centro della vita politica e sociale cittadina: qui si svolgevano riunioni, feste e banchetti anche per ospiti illustri (come Papa Clemente VIII nel 1598, la Regina Cristina di Svezia nel 1655, in onore della quale fu costruito l'Arco della Regina sul fronte settentrionale, il Re d’Inghilterra Giacomo III Stuart nel 1718).
Nel 1518 un devastante incendio distrusse alcuni ambienti del Palazzo Malatestiano, in seguito venne aggiunto un nuovo piano con finestrotti ad occhio di bue e vennero ricostruite la scala (sotto il pontificato di Papa Paolo III Farnese) e la loggia con l’utilizzo di colonne ioniche in pietra d’Istria.
Durante i saccheggi dell’età napoleonica Fano venne svuotata delle sue ricchezze e il Palazzo Malatestiano perse il suo antico splendore ritrovato solo nel 1822 grazie alle rappresentazioni liriche-drammatiche che si tenevano nella Sala Grande modificata con palchetti e palcoscenico al fine di sostituire il Teatro della Fortuna (provvisoriamente sottoposto ad un restauro); così il Teatro Provvisorio Comunale del Palazzo Malatestiano fu attivo tra il 1841 e il 1859 quando poi il ristrutturato Teatro della Fortuna riaprì i battenti. 
A seguito del terremoto del 17-18 marzo 1874 fu completamente abbattuto il piano nobile del Palazzo (con la cappella di corte e alcune sale), così la sede del Comune fu trasferita.

### Restauri (dal 1898 al 1930)
Nel 1882 il Palazzo Malatestiano rischiò di essere demolito integralmente per far posto a un nuovo palazzo comunale.
Nel 1898 l’ingegnere Giuseppe Balducci adattò l'ala settentrionale voluta da Pandolfo III per ospitare il Museo Civico e la Pinacoteca con un abbassamento del tetto, la riapertura del portico interno, la ricostruzione ex novo della torretta e l’aggiunta della merlatura guelfa.
Dopo l'acquisto da parte della Cassa di Risparmio di Fano, a partire dal 1930 le "antiche case malatestiane" (identificabili con l’originaria residenza dei Malatesta) furono sottoposte ad un restauro in stile pseudo-rinascimentale e finto malatestiano da parte dell'architetto Calza Bini, intervento che rende oggi difficile distinguere il primo nucleo architettonico dall’ultima modifica. Dallo stesso fu anche demolito l'Arco della Regina Cristina di Svezia.

### Dal 1930 ad oggi
Dopo l'ultimo restauro del 1930 il Palazzo Malatestiano non subì più alcuna trasformazione (neanche a seguito della Seconda guerra mondiale); fa però eccezione l'adattamento del cortile interno a teatro all'aperto. Nel 1957 fu deciso dal Consiglio Comunale di intervenire nel Palazzo Malatestiano con piccole opere di restauro per il ripristino delle sale del Museo Civico e Pinacoteca, per esempio con i lavori affidati all'architetto Lamedica.

## Descrizione
Il Palazzo Malatestiano è il primo esempio di architettura rinascimentale nell’area Metaurense. Il passaggio attraverso i secoli è testimoniato dall'aggregazione di diversi stili architettonici individuabili nelle bifore gotiche, nelle logge rinascimentali e nei capitelli classici.

### Esterno

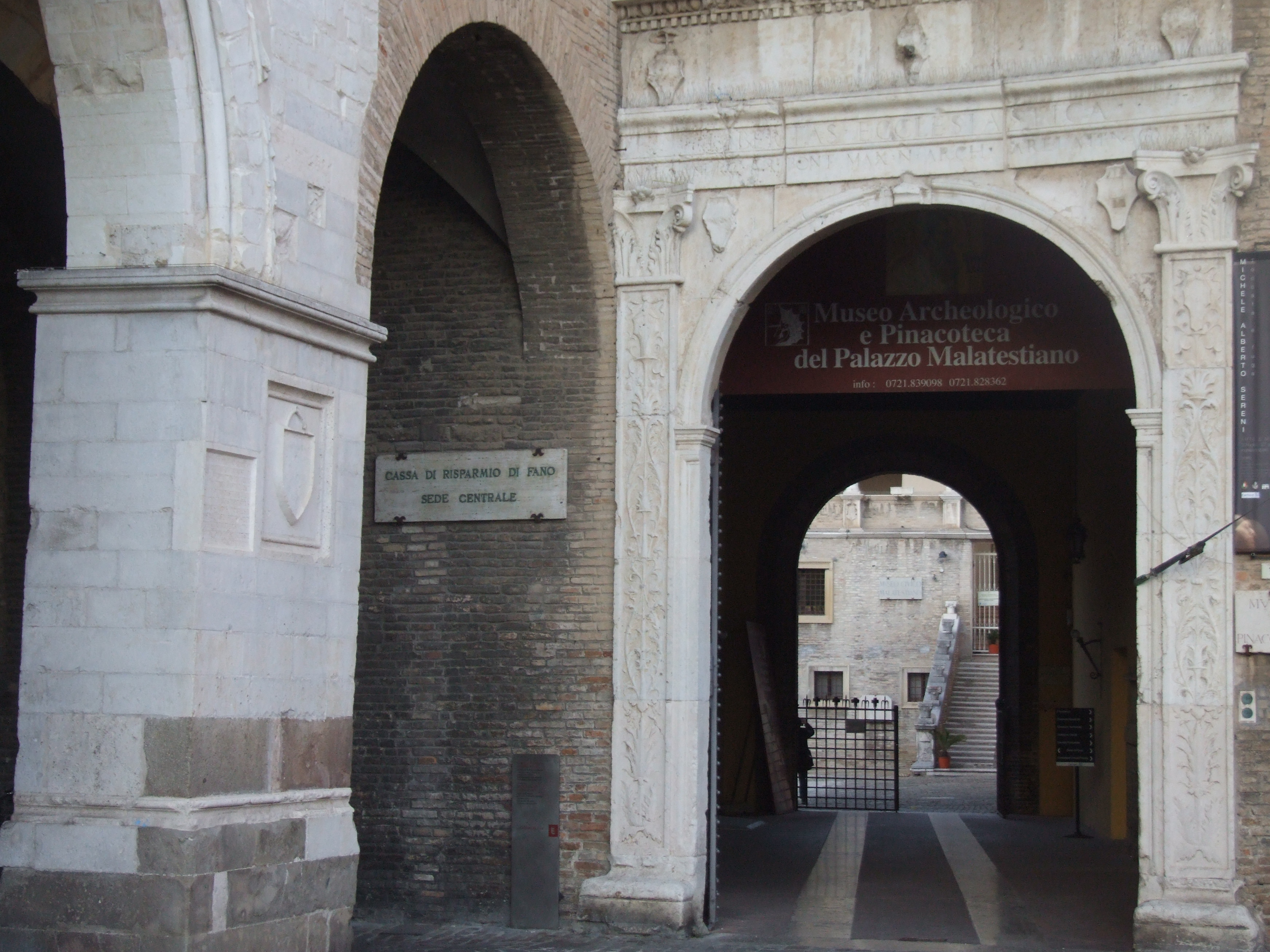
L'Arco Borgia- Cybo, affacciato su Piazza XX Settembre, permette di entrare nella Corte Malatestiana.

Al Palazzo Malatestiano si accede da Piazza XX Settembre tramite l'Arco Borgia-Cybo (dal nome del Papi Innocenzo VIII Cybo e Alessandro VI Borgia), la cui costruzione risale al 1491. 
Prima di entrare dalla piazza, a sinistra dell'arco, sopra Via Malatesta si innalza un pontile coperto (detto Voltone del Teatro) che collega la residenza malatestiana con il Palazzo della Ragione.
A destra dell'androne di entrata si può ammirare in una nicchia con cornice cinquecentesca una raffigurazione in marmo della Madonna soprannominata dei Martinozzi.
All'interno della Corte Malatestiana la facciata principale è caratterizzata da una rampa che conduce al primo piano e da due portici: il primo di carattere cinquecentesco al primo piano, il secondo al piano terra (riportato alla luce dall'ingegnere Giuseppe Balducci nel 1898) con capitelli gotici su cui sono scolpite le caratteristiche rose malatestiane sovrastato da quattro bifore di stampo cortese.
Dal cortile interno è possibile ammirare due torrette: quella cilindrica (sul lato meridionale) voluta da Galeotto I Malatesta e quella merlata (sul lato settentrionale) risalente al periodo di Pandolfo III Malatesta.

## I Musei del Palazzo Malatestiano

### Museo civico e Pinacoteca
La parte nord del Palazzo ospita il Museo civico e la Pinacoteca a partire dal 1898. Nelle numerose sale sono contenute importanti opere storiche e artistiche della città di Fano e di altre zone d’Italia. Il museo si articola in quattro aree tematiche: Archeologia, Numismatica, Ceramiche e Pinacoteca.

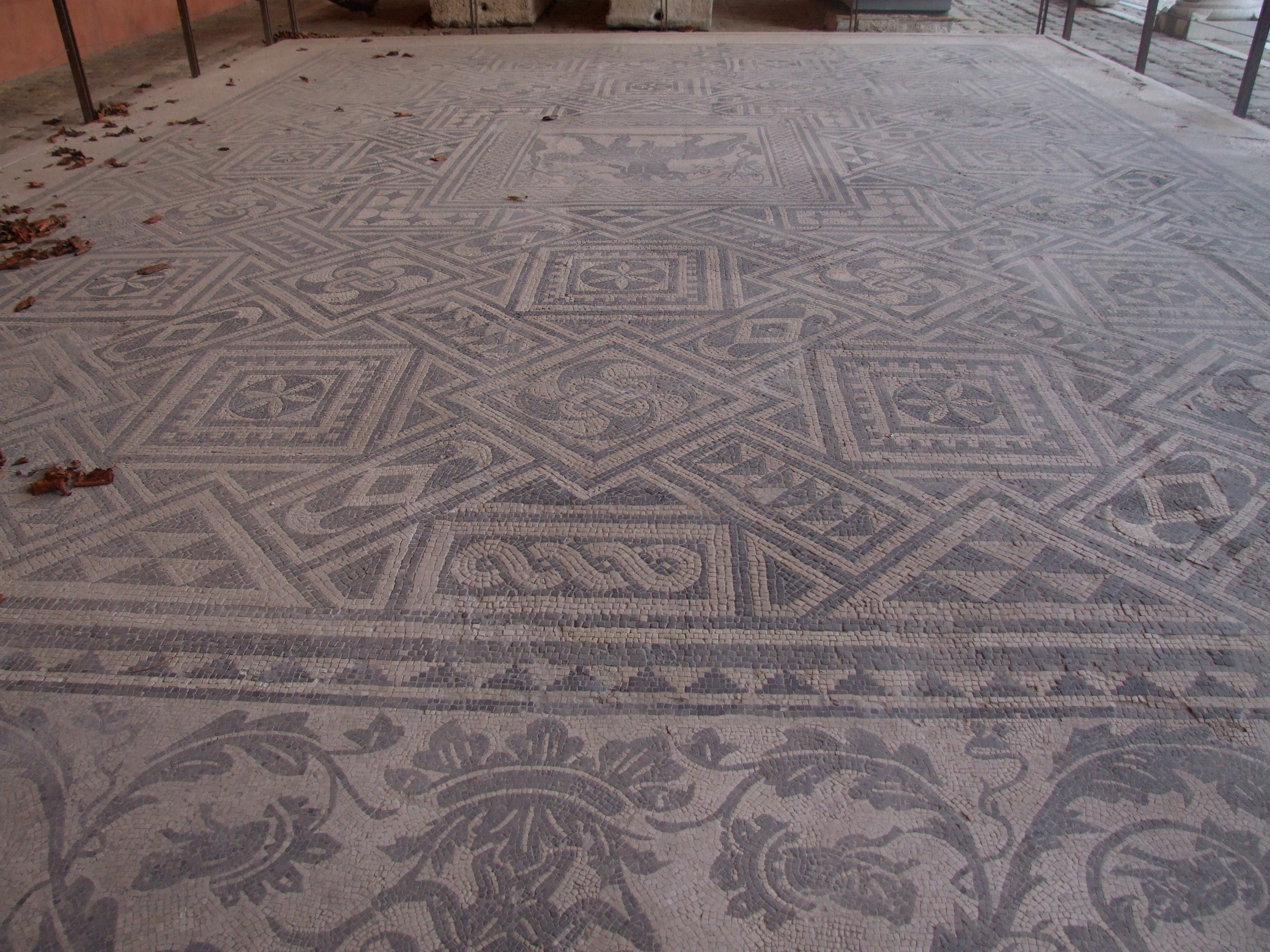
Frammento del mosaico pavimentale della Pantera, conservato all'interno della sezione archeologica.

- Archeologia: La sezione archeologica, ospitata nel sottoportico di Pandolfo III e in sei stanze del piano terra, attesta la presenza di insediamenti pre-protostorici, preistorici, italici e romani nella zona di Fano e dintorni (vallata del Metauro, del Cesano e bacino del torrente Arzilla). La civiltà dell’antica colonia augustea di Fanum Fortunae è documentata in particolare da: una produzione scultorea (rinvenuta presso il convento di San Filippo nel 1899), tra cui una statua frammentata dell’imperatore Claudio e una testa femminile probabilmente raffigurante Ottavia (sorella di Augusto), lastre tombali e raccolte lapidarie, mosaici pavimentali come quello della pantera e quello con il dio Nettuno, cippi miliari tra cui il cippo graccano. Dalla corte salendo la rampa d'accesso e attraversando un portale del 1480 si accede al primo piano dove si trova l’originale Statua della Fortuna in bronzo[5]. A destra della statua si trovano due sale: quella delle ceramiche e quella della numismatica.
- Ceramiche: Nella sala a destra della Statua della Fortuna si accede alla Sezione delle Ceramiche dove si trova un'ampia collezione di ceramiche che va dal XIV al XIX secolo, di particolare interesse quelle della farmacia di sant’Elena (prima metà del XIX secolo) e dell'Ospedale S. Croce.
- Numismatica: Al primo piano, nel locale a destra sono contenute collezioni di monete romane (sia di periodo repubblicano sia imperiale), dell’antica Zecca fanese e medaglie del periodo malatestiano.
- Pinacoteca: Questa sezione articolata in diverse sale contiene: le scenografie di Giacomo Torelli, numerosi dipinti e pale databili tra il XIV e il XVIII secolo provenienti sia da scuole marchigiane (come ad esempio le opere di Santi, Guerrieri, Cantarini, Ceccarini, Guercino) sia venete, umbre, bolognesi, napoletane (alcune di queste opere provengono da collezioni private donate o sottratte a chiese sconsacrate), polittici (come quello del veneziano Michele Giambono), ritratti e paesaggi del XIX secolo. Al primo piano si trovano la Sala del Caminetto con opere del XIV e XV secolo e la Sala Grande, luogo di rappresentanza già all'epoca del signore Pandolfo III Malatesta, con copertura a capriate e portale di accesso in pietra che ospita dipinti del XVI e XVII secolo. Accanto si trova la piccola Sala del Lavabo che immetteva nella distrutta Cappella di Corte tramite un arco trilobato di epoca malatestiana ancora visibile. Al piano terra attraverso un portale ad arco acuto originario del periodo malatestiano si accede a Sala Morganti[6] caratterizzata da un soffitto a travi a vista con mensole intagliate e poche decorazioni pittoriche, forse destinata ad armeria in epoca malatestiana e poi ad archivio comunale; oggi è sala di esposizione di dipinti della fine del XVII e XVIII secolo. Tramite una scala interna si sale nella sezione dedicata alle opere più moderne del XIX e XX secolo. All’ultimo piano a sinistra si trova la loggia superiore con sei arcate. Nel Salone del Consiglio della Cassa di Risparmio si trova l’interessante “Sposalizio della Vergine” del Guercino. All'interno delle "antiche Case Malatestiane" è ancora possibile vedere due volte a crociera risalenti al 1300 e un salone con soffitto sorretto da mensole intagliate del 1400.[7]

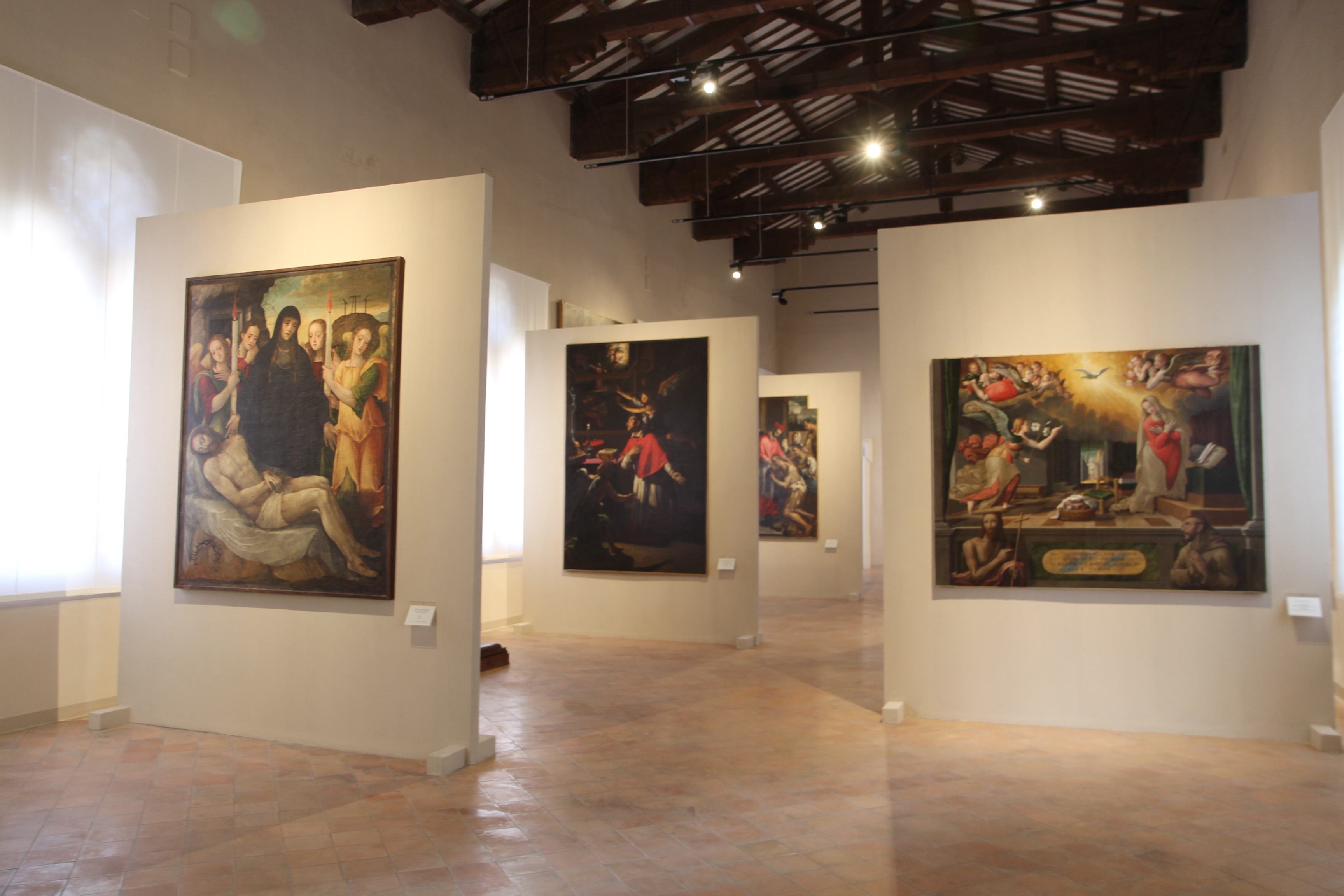
Interno della Pinacoteca.

### Museo Etnico Bagnaresi
La Sala della Fondazione Carifano, al terzo piano del Palazzo Malatestiano, contiene la vasta collezione dell signora Maria Teresa Bagnaresi. La raccolta è ricca di opere d'arte e di artigianato di carattere etnico che la signora ha raccolto nei suoi viaggi in tutto il mondo e che ha poi deciso di donare alla sua città natale. si possono ammirare preziosi manufatti come: maschere, porcellane cinesi, statue, armi, gioielli, bronzi, ottoni, avorii, oggetti in rame e argento. il Museo Etnico Bagnaresi è stato inaugurato il 22 giugno 2013.

## Eventi e mostre
- Spesso durante il periodo estivo sono ospitati presso il cortile della Corte Malatestiana adibito a teatro esterno numerose conferenze, rappresentazioni in prosa e liriche, balletti, concerti.
- Nel dicembre 2007 nella sezione archeologica del Museo Civico del Palazzo Malatestiano si è tenuta l’esposizione "Res sacrae" dedicata alla Statua della Fortuna e a reperti marmorei pagani rinvenuti a Fano.
- Dal 24 aprile al 13 luglio 2008, presso il museo civico di Fano si è tenuta la mostra "Maiolika Kéramos".
- Si tengono anche mostre fotografiche, tra le quali “Toccata e fuga” del 2012-2014